# Dromas
Dromas is een geslacht van vogels uit de familie krabplevieren (Dromadidae). Het geslacht telt één soort.

## Soorten
- Dromas ardeola – Krabplevier